# 藤枝市立青島小学校
藤枝市立青島小学校（ふじえだしりつ あおじましょうがっこう）は、静岡県藤枝市に所在する公立小学校。主に青小と呼ばれている。市内の小学校でも有数の児童数の多い学校である。校訓は誠実。

## 沿革
- 1890年（明治23年） - 設立[1]

## 学区
- 内瀬戸、水上、上青島、下青島、瀬戸新屋、久市、緑の丘、光洋台
- 青南町1・2・3・4・5丁目、青葉町1～5丁目、前島1・2・3丁目、田沼1丁目、駅前1・2・3丁目の各一部、大洲1丁目、高岡3・4丁目、末広1～4丁目

## 中学校区
- 藤枝市立青島中学校

## 学習目標
自立できる子ども
温かな包容力　確かな思考力　豊かな表現力

## 著名な出身者
- 河井陽介（プロサッカー選手）[2]
- 磯部光里（バレーボール選手）

## 周辺施設
- 志太・榛原地域救急医療センター
- 静岡県藤枝総合庁舎